# Fernando Peyroteo
Fernando Baptista de Seixas Peyroteo de Vasconcelos (ur. 10 marca 1918 w Humpacie w Angoli, zm. 28 listopada 1978 w Lizbonie) – portugalski piłkarz, który występował na pozycji napastnika, a następnie trener piłkarski.
Jego kariera przebiegała w większości w latach 40. XX wieku. Przez długi czas był związany z portugalskim klubem Sporting CP, dla którego zdobył 529 goli w 328 meczach.
Był jednym z najskuteczniejszych napastników w dziejach futbolu. Uważa się, że piłkarz do dziś szczyci się najlepszą skutecznością strzelonych bramek w stosunku do rozegranych meczów. Jego średnia wynosiła 1,68 bramek na mecz. Z tym rezultatem Peyroteo wyprzedza znacznie zawodników takich jak: Pelé, Romário, Arthur Friedenreich czy Ferenc Puskás.

## Sukcesy

### Sporting CP
- Mistrzostwo Portugalii: 1940/1941, 1943/1944, 1946/1947, 1947/1948, 1948/1949
- Puchar Portugalii: 1937/1938, 1940/1941, 1944/1945, 1945/1946, 1947/1948
- Superpuchar Portugalii: 1944

### Indywidualne
- Król strzelców Primeira Liga (Bola de Prata): 1937/1938, 1939/1940, 1940/1941, 1945/1946, 1946/1947, 1948/1949